# Санахшире
Санахшире (груз. სანახშირე) — село в Грузии, на территории Зестафонского муниципалитета края (мхаре) Имеретия.

## География
Село находится в западной части Грузии, на левом берегу реки Квирила, на расстоянии приблизительно 4 километров (по прямой) к северо-востоку от города Зестафони, административного центра муниципалитета. Абсолютная высота — 303 метра над уровнем моря.

## Население
По результатам официальной переписи населения 2014 года, в Санахшире проживало 162 человека (82 мужчины и 80 женщин). В национальной структуре населения грузины составляли 100 %.
| Год  | Население, человек |
| ---- | ------------------ |
| 2002 | 375                |
| 2014 | ↘ 162              |